# Hazatérés (Született feleségek)
A Hazatérés (Coming Home) a Született feleségek (Desperate Housewives) című amerikai filmsorozat harmincharmadik epizódja. Az Amerikai Egyesült Államokban először az ABC (American Broadcasting Company) adó sugározta 2005. december 4-én.

## Az epizód cselekménye
Bree nem tér magához a döbbenettől, amikor a rendőrség közli vele, hogy George Williams önkezével vetett véget életének. Az első, akivel megosztja a keserű hírt, nem más, mint Andrew, aki azonnal hazatér a javítótáborból. Hosszas beszélgetés után pedig végre a régen megromlott kapcsolat rendeződni látszik anya és fia között. Susan eközben ismét nem várt bonyodalmakba keveredik, amikor Addison Prudy neje kérdőre vonja, és azzal gyanúsítja, hogy ő bizonyosan a férje szeretője. Lynette legújabb terve egy céges bölcsőde létrehozása. Ám ahhoz, hogy ezt megvalósítsa, kénytelen megbirkózni a főnöke kissé különös elveket valló feleségével. Gabrielle továbbra is hadakozik Mary Bernard nővérrel Carlos figyelméért. Persze nem kell őt félteni, ugyanis ravasz ötletekben nála sosincs hiány. Amikor pedig végre Zach hazatér, Paul és Mike kölcsönösen megfenyegetik egymást. Ezalatt Applewhite-ék minden gondolatát az köti le, hogy vajon hogyan szabadítsák ki Calebet a pszichiátriai intézetből, ahová azután zárták be, miután elfogták a rendőrök.

## Mellékszereplők
- Michael Ironside - Curt Monroe
- Melinda Page Hamilton - Mary Bernard nővér
- Paul Dooley - Addison Prudy
- Currie Graham - Ed Ferrara
- Kurt Fuller - Barton nyomozó
- Penelope Ann Miller - Fran Ferrara
- Joyce Van Patten - Carol Prudy
- Ryan Carnes - Justin
- Jeff Doucette - Crowley atya
- Scott Allan Campbell - Sloan nyomozó
- Mary-Kathleen Gordon - Recepciós
- Sven Holmberg - Jerry
- Carol Mansell - Pat Ziegler
- Betty Murphy - Alberta Fromme
- Bunnie Rivera - Delany nővér
- Virginia Watson - Ápolónő

## Mary Alice epizódzáró monológja
- A narrátor, Mary Alice monológja az epizód végén így hangzik (a magyar változat alapján):

„Régi történetek ezek. Régiek, mint az emlékezet. A tékozló fiúé, aki hazatér az apához, aki megbocsát neki. A féltékeny feleségé, aki becsapja a férjet, aki bízik benne. Az elszánt anyáé, aki mindent kockára tesz a gyermekéért, akinek szüksége van rá. És a hűtlen férjé, aki megbántja az asszonyt, aki szívből szereti. Miért hallgatjuk meg őket újra és újra? Mert ezek a család történetei. És ha túlnézünk a veszekedésen, fájdalmon és sértődésen, olykor jól esik emlékeztetni magunkat arra, hogy a családon kívül az égvilágon nincs fontosabb.”

## Érdekesség
- Az epizód végén a zárónarráció így fejeződik be: "A családon kívül az égvilágon nincs fontosabb." A harmadik évad fináléjának, az Ásó, kapa, nagyharangnak a végén ez a tézis kerül kifejtésre ugyancsak a narrátor, Mary Alice Young által.

## Epizódcímek szerte a világban
- Angol: Coming Home (Hazatérés)
- Francia: Mon père, ce tordu (Apám, az a magányos)
- Lengyel: Poerót do domu (Hazatérés)
- Német: Der verlorene Sohn (Az eltűnt fiú)